# Горноспасательные работы

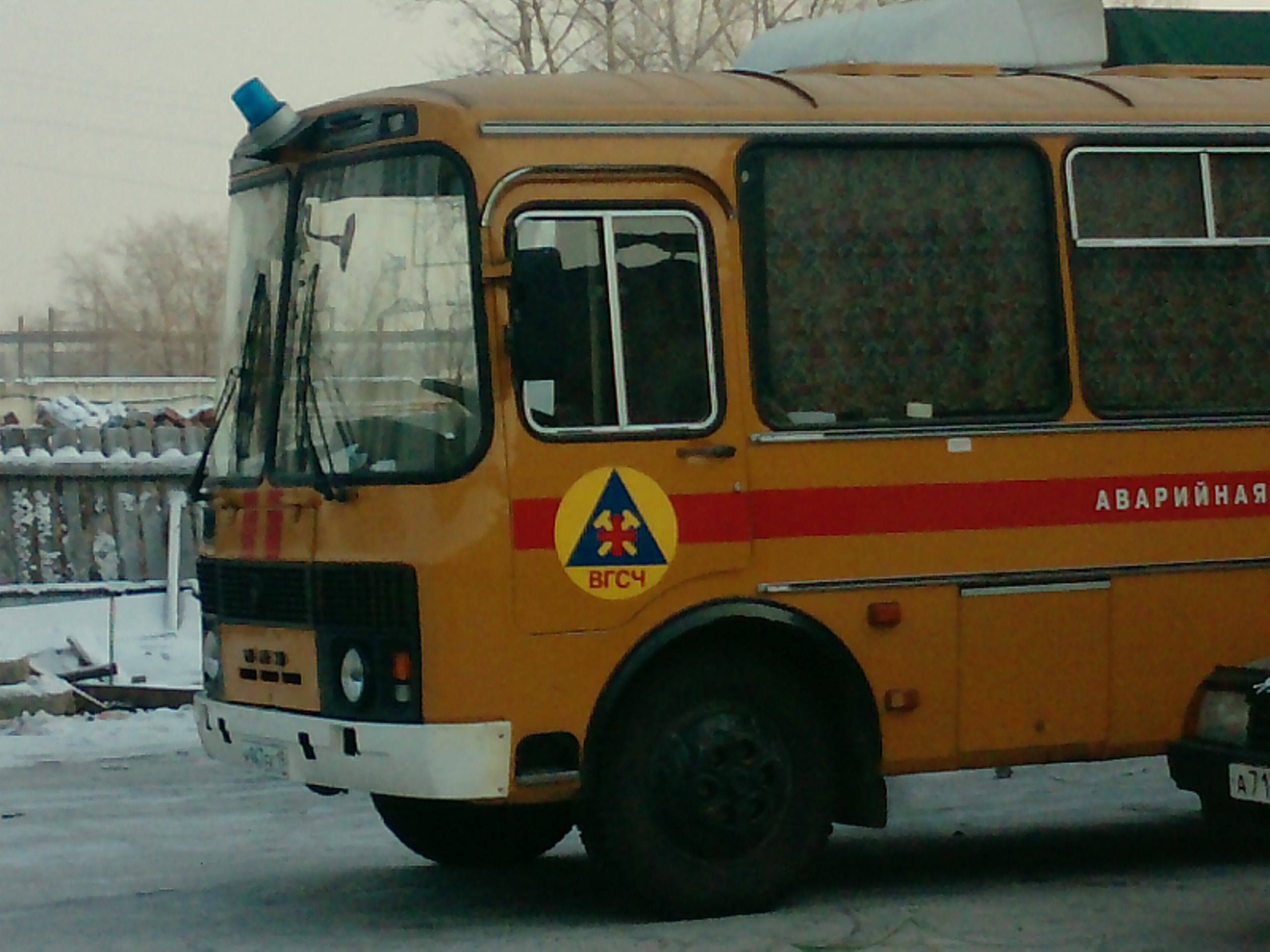
Автобус ВГСЧ

Горноспасательные работы — действия, направленные на спасение людей, материальных и культурных ценностей, защиту природной среды в зоне чрезвычайных ситуаций, локализацию аварий и подавление или доведение до минимально возможного уровня воздействия последствий взрывов взрывчатых материалов и (или) рудничных газов, пожаров, загазований, обвалов, выбросов горной массы, затоплений и других видов аварий в горных выработках на объектах ведения горных работ, за исключением объектов бурения и добычи нефти, газа и газового конденсата.
Пользователи недр, ведущие подземные горные работы, должны обслуживаться профессиональными горноспасательными службами.

## История
Началом организации государственной горноспасательной службы России считается 1922 год, когда 6 июля Всероссийским Центральным Исполнительным Комитетом и Советом Народных Комиссаров было принято постановление «О горноспасательном и испытательном деле в РСФСР».

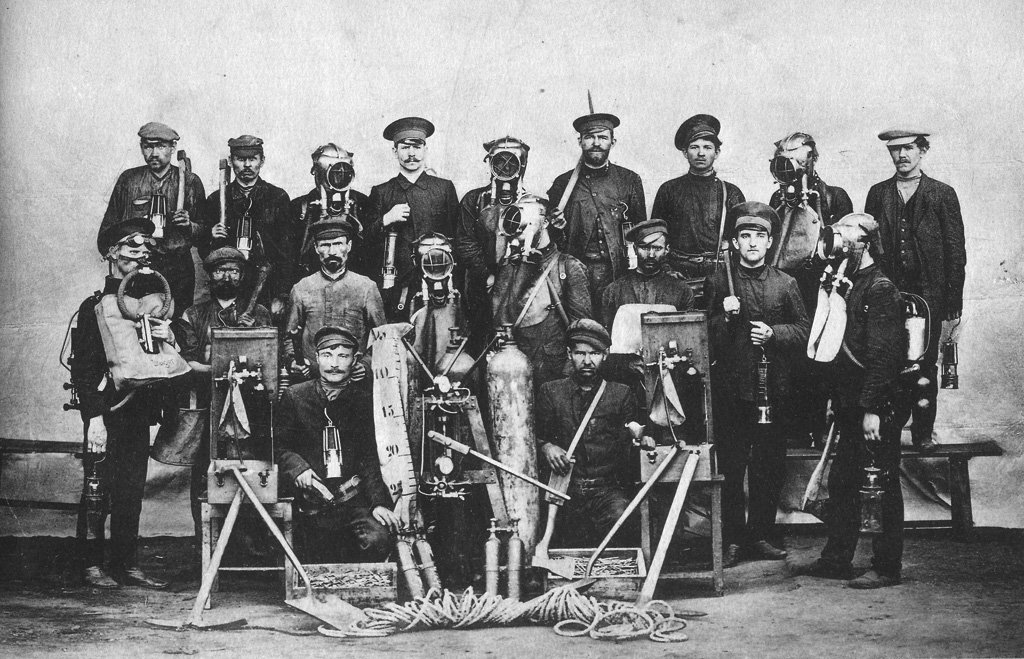
Российская империя. Кадиевские копи. Рудничная спасательная команда. (ныне город Ка́диевка, Луганская область, Украина) 1870—1880 годы

В связи с быстрыми темпами развития угольной промышленности, внедрением новой техники и усложнением подземных работ Советское правительство приняло решение создать военизированные горноспасательные части в Донбассе, а затем в Сибири, на Урале, в Подмосковном бассейне и на Кавказе. в 1931 году Совет Труда и Обороны, по инициативе секретариата Всесоюзного Центрального Совета Профессиональных Союзов, постановил «…Спасательные команды перевести на военизированное положение по образцу военизированной охраны предприятий».
Организацией подразделений ВГСЧ руководил А. И. Селявкин.
Военизированные горноспасательные отряды делились на взводы, отделения, обслуживающие ряд шахт и рудников. Отряды централизованно снабжались техникой и автотранспортом. Внутренний распорядок в отрядах, боевая и политическая подготовка личного состава, оперативная деятельность регламентировалась уставными положениями, программами, наставлениями.
В Донбассе, на Урале и в Сибири были созданы штабы по руководству военизированными горноспасательными отрядами. 
Постановлением Совнаркома СССР от 7 января 1934 года № 25 на горноспасателей и членов их семей был распространен порядок государственного обеспечения и льгот, установленный для военизированной охраны.

## Горноспасательные службы и формирования
Аварийно-спасательные и технические работы на объектах металлургии и энергетики осуществляют военизированные горноспасательные части общей численностью личного состава 4742 единицы на май 2010. До этого времени они находились в ведении Минпромторга, Ростехнадзора и Минэнерго. В Минпромторге это ФГУП «Металлургбезопасность» (1666 единиц), в Ростехнадзоре — ФГУ «Управление военизированных горноспасательных частей в строительстве» (579 единиц), в Минэнерго — ОАО «Военизированная горноспасательная, аварийно-спасательная часть» (2497 единиц). В настоящее время переданы в ведение МЧС России. Акционирование части военизированных горноспасательных частей перед передачей их в МЧС вызвало возмущение Сергея Шойгу.
Главной задачей ВГСЧ является спасение людей, как правило шахтёров, метростроевцев, тушение пожаров, ликвидация последствий взрывов в шахтах. Данные части имеются в основном в регионах где развита угольная промышленность, а именно: Кемеровская область, Красноярский край, Республика Хакасия, Коми, Ростовская область и другие.
Проводятся международные горноспасательные конференции

### Вспомогательные горноспасательные команды
Вспомогательные горноспасательные команды - нештатные аварийно-спасательные формирования, созданные организациями, эксплуатирующими опасные производственные объекты, на которых ведутся горные работы, из числа работников таких организаций.
Вспомогательные горноспасательные команды создаются в порядке, установленном МЧС, на опасных производственных объектах I и II классов опасности, на которых ведутся горные работы.

## Горноспасатели
В русском литературном языке тот, кто занимается спасательными работами на горнопромышленных предприятиях называется горноспасатель. Слово вошло в русский язык в 1960-е годы.
В России работники, занятые на аварийно-спасательных работах при осуществлении добычи полезных ископаемых подземным способом, должны удовлетворять квалификационным требованиям, указанным в квалификационных справочниках, или положениям профессиональных стандартов.